# Sarah Weddington
Sarah Catherine Ragle Weddington (Abilene, 5 de fevereiro de 1945  – Austin, 26 de dezembro de 2021) foi uma advogada estadunidense, professora de direito, defensora dos direitos das mulheres e da saúde reprodutiva e membro da Câmara dos Deputados do Texas [en]. Ficou mundialmente conhecida por conta de representar “Jane Roe” (nome verdadeiro Norma McCorvey) no histórico caso Roe v. Wade perante a Suprema Corte dos Estados Unidos. Também foi a primeira mulher Conselheira Geral do Departamento de Agricultura dos Estados Unidos.

## Biografia

### Primeiros anos e educação
Sarah Ragle nasceu em 5 de fevereiro de 1945, em Abilene, no interior do estado do Texas, filha de Lena Catherine e Herbert Doyle Ragle, um ministro metodista. Quando criança, era a líder de bateria da banda do ensino fundamental, presidente da associação de jovens metodistas de sua igreja, tocava órgão, cantava no coral da igreja e andava a cavalo.
Weddington concluiu o ensino médio dois anos antes do previsto e, em seguida, graduou-se em inglês pela Universidade McMurry [en] em Abilene. Atuava como membro da fraternidade Sigma Kappa [en]. No ano de 1964, ingressou na Faculdade de Direito da Universidade do Texas. Parte da motivação veio após o reitor do McMurry College lhe dizer: "Nenhuma mulher desta faculdade jamais foi para a faculdade de direito. Seria muito difícil". Foi uma das cinco mulheres em sua turma do curso de direito, que contava com 120 alunos. Em 1967, durante seu terceiro ano no curso, Weddington engravidou de Ron Weddington e viajou ao México para fazer um aborto ilegal, fato que só revelou no ano de 1992. Recebeu seu diploma, graduando-se entre os 25% melhores da sua turma.

### Carreira
Depois de se formar, Weddington teve dificuldade para encontrar um emprego em um escritório de advocacia. Juntou-se a um grupo de estudantes de pós-graduação da Universidade do Texas em Austin que estava pesquisando maneiras de contestar diversos estatutos contra o aborto.
Logo depois, uma mulher grávida chamada Norma McCorvey procurou um advogado local para realizar um aborto. Ao invés disso, o advogado ajudou McCorvey a entregar seu filho para adoção e, depois de fazer isso, encaminhou Norma para Sarah e Linda Coffee [en], também advogada.
Em março de 1970, Sarah entrou com uma ação contra  Henry Wade, promotor público de Dallas e responsável pela aplicação da lei antiaborto. McCorvey se tornou a principal autora da ação e foi chamada nos documentos legais de “Jane Roe” para proteger sua identidade, visando assim garantir seu anonimato.
No mês maio do mesmo ano, Weddington apresentou seu caso pela primeira vez a um tribunal distrital de três juízes em Dallas. O tribunal distrital concordou que as leis de aborto do Texas eram inconstitucionais, mas o estado recorreu da decisão, levando-a à Suprema Corte dos Estados Unidos. Entre os anos de 1971 e 1972, Sarah compareceu à Suprema Corte. Na época de sua primeira apresentação à Suprema Corte, Sarah tinha 26 anos e nunca havia julgado um caso jurídico. Sua argumentação baseou-se na 1ª, 4ª, 5ª, 8ª, 9ª e 14ª emendas, bem como na decisão anterior da Suprema Corte no caso Griswold v. Connecticut, que legalizou a venda de contraceptivos com base no direito à privacidade. Em janeiro de 1973, a decisão da Suprema Corte foi proferida, anulando a lei de aborto do Texas por uma maioria de 7 a 2 e legalizando o aborto em todos os Estados Unidos.
Norma, a principal autora da ação, alegou na época que havia sido estuprada, embora posteriormente tenha se retratado e dito que queria fazer um aborto por motivos econômicos. Durante o curso do litígio Roe v. Wade, ela deu à luz e colocou o bebê para adoção. O estupro nunca foi uma questão no litígio ou na decisão da Suprema Corte. Em um discurso de 1993 realizado no Institute for Educational Ethics em Oklahoma, Sarah discutiu como ela apresentou Norma o processo: “Minha conduta pode não ter sido totalmente ética. Mas o fiz pelo que considerei boas razões." Em uma entrevista à revista Time no ano de 2018, Sarah, disse que Norma era ‘uma pessoa mutável’, acrescentando que ”o problema que eu tinha era tentar saber quando ela estava dizendo a verdade e quando não estava. Tive muito cuidado ao redigir os materiais que foram apresentados ao tribunal para ter certeza de que só colocaria coisas que eu tinha certeza que eram precisas”.
Foi interpretada pela atriz Amy Madigan no filme para televisão Roe vs. Wade. Em 1992, compilou suas experiências com o caso e entrevistas com as pessoas envolvidas em um livro intitulado A Question of Choice publicada pela editora G. P. Putnam's Sons.
Na época em que Roe v. Wade foi decidido, em janeiro de 1973, Sarah foi eleita para a Câmara dos Deputados do Texas [en] e reeleita para mais dois mandatos. Enquanto deputada, participou da conferência nacional de mulheres de 1977 [en], em Houston, como delegada do Texas, falando sobre a resolução da liberdade reprodutiva das mulheres.
No ano de 1977, foi escolhida pelo presidente democrata Jimmy Carter escolheu Sarah para trabalhar no Departamento de Agricultura dos Estados Unidos, e entre 1978 a 1981, atuou como sua assistente.

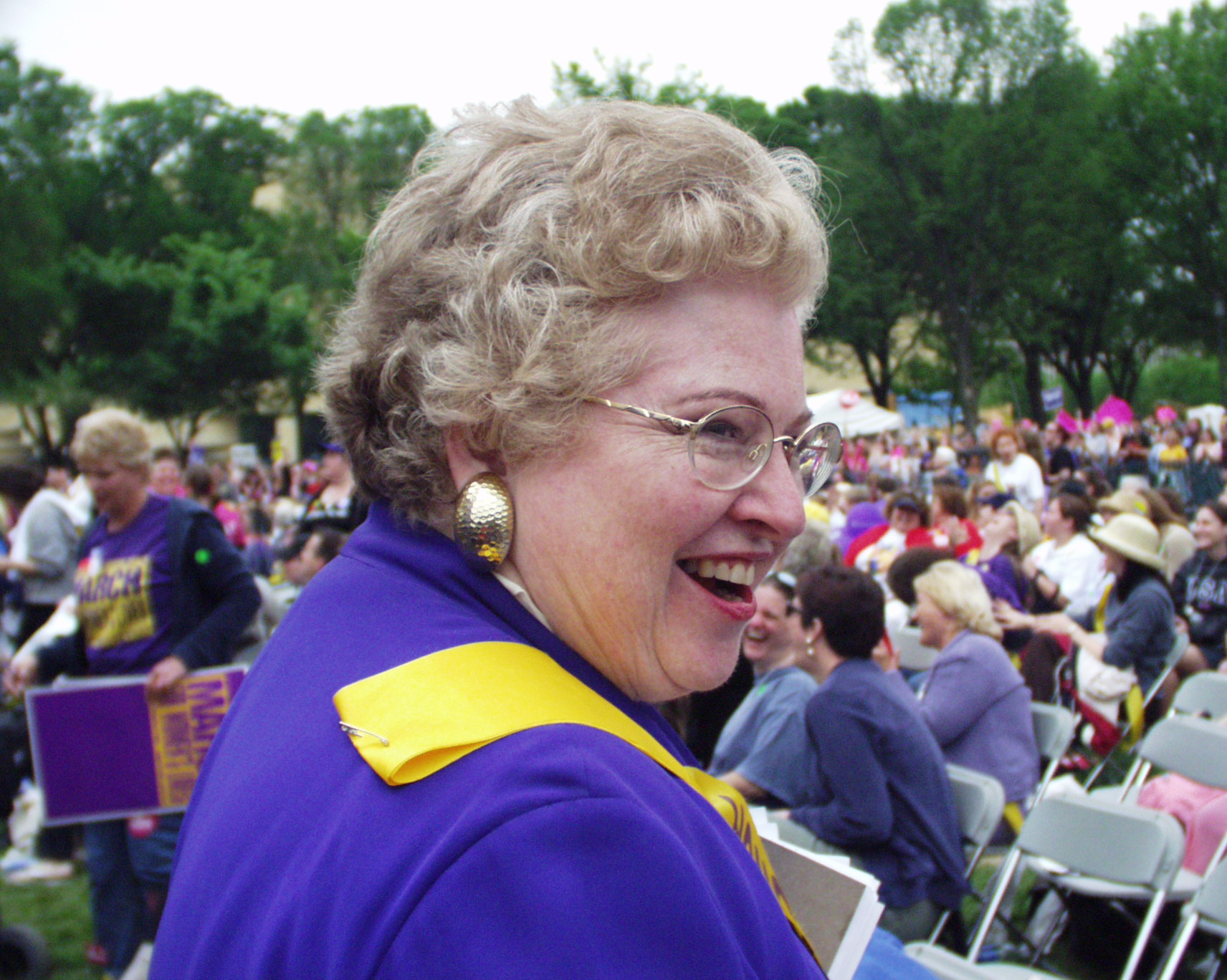
Sarah em Washington, D.C., em 2004.

Entre os anos de 1981 a 1990, foi professora na Universidade da Mulher do Texas [en]. Foi a fundadora do Weddington Center. Também atuou como palestrante e professora adjunta na Faculdade de Direito da Universidade do Texas em Austin até 2012.
Em 2020, foi interpretada pela atriz Greer Grammer, no filme Roe v. Wade [en], longa dirigido por Nick Loeb [en] e Cathy Allyn.

## Vida pessoal
Foi casada com Ron Weddington durante seis anos, até o ano de 1974. Após o divórcio, Sarah morou sozinha em Austin, capital do Texas.

### Morte
Sarah morreu em sua casa, em Austin, em 26 de dezembro de 2021, aos setenta e seis anos, após um período de saúde debilitada. Os meios de comunicação observaram que sua morte ocorreu pouco depois de a Suprema Corte dos Estados Unidos ter ouvido os argumentos orais no caso Dobbs v. Jackson Women's Health Organization, um caso que reconsiderou – e, em última análise, anulou – a decisão Roe v. Wade.
Seu corpo foi enterrado no cemitério estadual do Texas [en], localizado em Austin.

## Legado
Weddington recebeu títulos de doutor honoris causa da Universidade McMurry [en], Hamilton College, Austin College [en], Universidade de Southwestern [en] e Universidade Nova Southeastern [en].

## Publicações

### Como autora
- A Question of Choice, Smithmark Publishers, Incorporated, 1993, ISBN 978-0-8317-5334-4; Consortium Book Sales & Dist, 2013, ISBN 978-1-55861-812-1

- The United States Delegation to the United Nations Mid-Decade Conference for Women: Copenhagen, 14–30 de julho de 1980. Washington, DC : The White House, 1980.[45]

- Weddington, Sarah Ragle, e Comitê de Donas de Casa de 1975 dos Estados Unidos. Comissão Nacional para a Observância do Ano Internacional da Mulher. The Legal Status of Homemakers In Texas. Washington, D.C., Comitê de Donas de Casa, Comissão Nacional para a Observância do Ano Internacional da Mulher: à venda pelo Supt. de Docs., U.S. Govt. Print. Off., 1977.[46]

- Weddington, Sarah (31 de março de 2003). «Getting the Right to Choose». Time. Cópia arquivada em 7 de dezembro de 2010

### Como co-autora
- Guide to Women's Resources. Washington, D.C: Office of Sarah Weddington, 1980.[47]

- Honoring a Commitment to the People of America: The Record of President Jimmy Carter on Women's Issues. Washington, D.C: Office of Sarah Weddington, 1980.[48]

- Roe, Jane, Henry Wade, Sarah R. Weddington, and Jay Floyd. Jane Roe, Et Al., Appellants V. Henry Wade, Appellee: proceedings of Arguments Before the U.S. Supreme Court Monday, 13 de dezembro de 1971. Washington, D.C.: Suprema Corte dos Estados Unidos, 1971.

- Weddington, Sarah R, Jane Hickie, Deanna Fitzgerald, Elizabeth W. Fernea, e Marilyn P. Duncan. Texas Women in Politics. Austin, Tex: Foundation for Women's Resources, 1977.[49]